# Lijst van nummer 1-hits in de Nederlandse Single Top 100 in 2014
Deze hits stonden in 2014 op nummer 1 in de Nederlandse Single Top 100.
| Nummer | Datum        | Artiest                               | Titel                            |
| ------ | ------------ | ------------------------------------- | -------------------------------- |
| 723    | 4 januari    | Pharrell Williams                     | Happy                            |
|        | 11 januari   | Pharrell Williams                     | Happy                            |
| 728    | 18 januari   | John Legend                           | All of me                        |
|        | 25 januari   | John Legend                           | All of me                        |
|        | 1 februari   | John Legend                           | All of me                        |
|        | 8 februari   | John Legend                           | All of me                        |
|        | 15 februari  | John Legend                           | All of me                        |
| 730    | 22 februari  | Katy Perry & Juicy J                  | Dark horse                       |
| 731    | 1 maart      | Clean Bandit & Jess Glynne            | Rather be                        |
|        | 8 maart      | Clean Bandit & Jess Glynne            | Rather be                        |
|        | 15 maart     | Clean Bandit & Jess Glynne            | Rather be                        |
| 732    | 22 maart     | The Common Linnets                    | Calm after the storm             |
| 731    | 29 maart     | Clean Bandit & Jess Glynne            | Rather be                        |
|        | 5 april      | Clean Bandit & Jess Glynne            | Rather be                        |
|        | 12 april     | Clean Bandit & Jess Glynne            | Rather be                        |
| 723    | 19 april     | Pharrell Williams                     | Happy                            |
| 731    | 26 april     | Clean Bandit & Jess Glynne            | Rather be                        |
|        | 3 mei        | Clean Bandit & Jess Glynne            | Rather be                        |
| 732    | 10 mei       | The Common Linnets                    | Calm after the storm             |
|        | 17 mei       | The Common Linnets                    | Calm after the storm             |
| 733    | 24 mei       | Jan Smit & Johnny de Mol              | Nederland wordt kampioen!        |
| 732    | 31 mei       | The Common Linnets                    | Calm after the storm             |
| 734    | 7 juni       | Kiesza                                | Hideaway                         |
|        | 14 juni      | Kiesza                                | Hideaway                         |
| 735    | 21 juni      | Gerard Joling                         | Rio                              |
| 736    | 28 juni      | René Froger                           | Juich voor Nederland!            |
| 735    | 5 juli       | Gerard Joling                         | Rio                              |
| 737    | 12 juli      | Lilly Wood & The Prick & Robin Schulz | Prayer in C (Robin Schulz remix) |
|        | 19 juli      | Lilly Wood & The Prick & Robin Schulz | Prayer in C (Robin Schulz remix) |
|        | 26 juli      | Lilly Wood & The Prick & Robin Schulz | Prayer in C (Robin Schulz remix) |
|        | 2 augustus   | Lilly Wood & The Prick & Robin Schulz | Prayer in C (Robin Schulz remix) |
|        | 9 augustus   | Lilly Wood & The Prick & Robin Schulz | Prayer in C (Robin Schulz remix) |
|        | 16 augustus  | Lilly Wood & The Prick & Robin Schulz | Prayer in C (Robin Schulz remix) |
| 738    | 23 augustus  | Jan Smit                              | Jij & ik                         |
| 739    | 30 augustus  | Wolter Kroes & Isabella               | Ik ben je prooi (Uit Utopia)     |
| 740    | 6 september  | Pitbull & John Ryan                   | Fireball                         |
|        | 13 september | Pitbull & John Ryan                   | Fireball                         |
|        | 20 september | Pitbull & John Ryan                   | Fireball                         |
|        | 27 september | Pitbull & John Ryan                   | Fireball                         |
|        | 4 oktober    | Pitbull & John Ryan                   | Fireball                         |
| 741    | 11 oktober   | Jan Smit & Kraantje Pappie            | Handen omhoog                    |
| 742    | 18 oktober   | Mr. Probz                             | Nothing really matters           |
|        | 25 oktober   | Mr. Probz                             | Nothing really matters           |
|        | 1 november   | Mr. Probz                             | Nothing really matters           |
|        | 8 november   | Mr. Probz                             | Nothing really matters           |
|        | 15 november  | Mr. Probz                             | Nothing really matters           |
|        | 22 november  | Mr. Probz                             | Nothing really matters           |
| 743    | 29 november  | Ed Sheeran                            | Thinking out loud                |
|        | 6 december   | Ed Sheeran                            | Thinking out loud                |
|        | 13 december  | Ed Sheeran                            | Thinking out loud                |
|        | 20 december  | Ed Sheeran                            | Thinking out loud                |
| 744    | 27 december  | Gary Fomdeck                          | I'll be there this Christmas     |